# Spalding (Nebraska)
Spalding est un village du comté de Greeley, dans l'État du Nebraska, aux États-Unis. En 2020, il comptait une population de 408 habitants.